# L'Envol (association)
Pour les articles homonymes, voir Envol.
L'Envol est une association française reconnue d'utilité publique créée en 1993. Elle propose des programmes adaptés aux jeunes malades de 6 à 25 ans et à leur famille, en particulier à travers des séjours médicalisés qu'elle organise depuis 1997.
Elle est membre du SeriousFun Children's Network (en), un réseau qui rassemble une trentaine d'associations et camps médicalisés dans le monde.

## Historique

### Création et débuts au château de Boulains
L'Envol est fondée en 1993 par l'universitaire français Henri Tézenas du Montcel et son épouse Christina. À partir de 1997, l'association propose des colonies de vacances pour les enfants atteints de pathologies diverses sur le modèle des camps d'été créés par l'acteur et philanthrope américain Paul Newman (à l'image du Hole in the Wall Gang Camp (en) créé en 1988).

En 2001, L'Envol acquiert une visibilité à l'échelle nationale à la suite de la visite de Paul Newman, venu inaugurer aux côtés du président de la République Jacques Chirac le centre de loisirs médicalisé pour enfants malades d'Échouboulains (Seine-et-Marne). La même année, l'association est reconnue d'utilité publique.

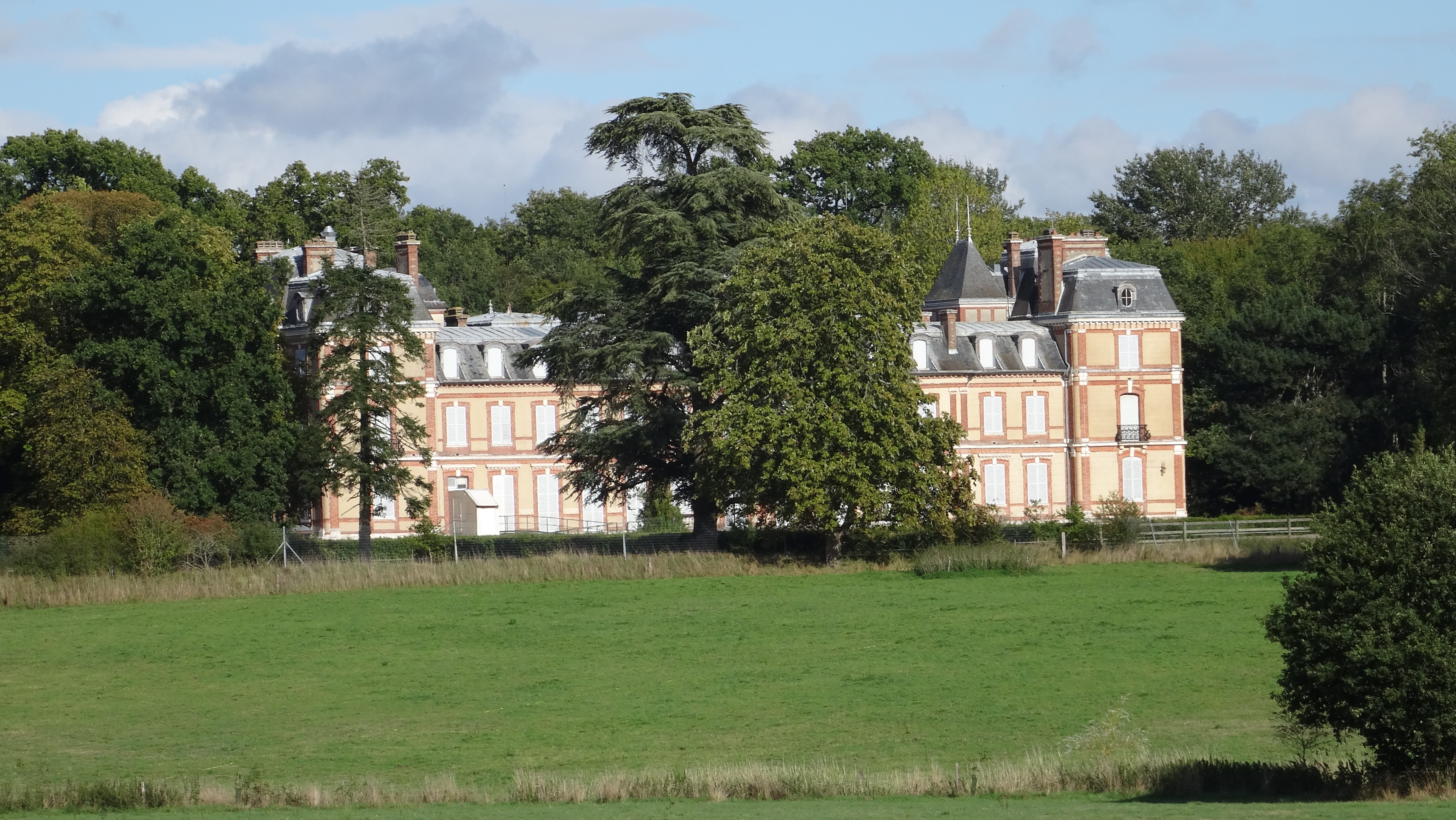
Le château de Boulains accueille les enfants malades entre 1997 et 2011

Entre 1997 et 2011, l’Envol accueille en moyenne 600 enfants par an sur le site du château de Boulains situé sur la commune d'Échouboulains (Seine-et-Marne) .
Une soixantaine d'enfants sont accueillis lors de chaque séjour pour une durée d'une douzaine de jours.

### Des évolutions importantes (années 2010)
Les années 2010 sont marquées par plusieurs changements dans le fonctionnement de l'association.
En 2011, l'association quitte le château de Boulains. Les séjours, désormais organisés dans différents centre de vacances loués pour l'occasion (principalement en Île-de-France), sont plus courts (cinq à six jours). Les groupes accueillis sont en outre réduits avec des effectifs compris entre 20 et 40 bénéficiaires.
La même année, Tatiana Nourissat-Rosenfeld, belle-fille du fondateur de L'Envol Henri Tézenas du Montcel, prend la présidence de l'association.
Par ailleurs, le financement de l'association évolue profondément au début des années 2010. Il repose désormais majoritairement sur des fonds privés (issus de fondations d’entreprises, d'associations et de particuliers), en provenance des États-Unis pour partie, complétés par des financements publics.
L'année 2016 voit un élargissement du public avec une ouverture aux frères et sœurs et familles d’enfants malades
Puis, en 2017, L'Envol opère une diversification de ses activités avec la mise en place d'ateliers dans les hôpitaux et de sorties récréatives.
Depuis 2019, l'Envol propose également des programmes à destination des jeunes adultes.
En 2022, l'association obtient le label IDEAS qui récompense de bonnes pratiques en matière de gouvernance, de transparence financière et de mesure d'impact.

## Actions
L'Envol propose des séjours adaptés et des activités pour les enfants malades et leurs proches (parents, fratrie). Ces séjours s'adressent à des enfants scolarisés et dont l'état de santé est stabilisé ou en phase de rémission. Ils leur permettent de pratiquer des activités ludiques, créatives et sportives entièrement adaptées à leurs besoins et à leurs capacités.
Des séjours spécifiques pour les jeunes aidants sont également mis en place ainsi que des séjours destinés aux fratries.
Au-delà des séjours, l'association organise des ateliers créatifs à l’hôpital mais aussi des sorties récréatives en famille. L'Envol propose aussi des kits d’activité pour les enfants hospitalisés.

## Fonctionnement
L'Envol travaille en partenariat avec des hôpitaux, structures de soins ou associations en France et à l’étranger.
Dans une démarche d'accessibilité, l'association accueille des enfants atteints de pathologies diverses, notamment des enfants souffrant de cancers, de maladies génétiques (drépanocytose, mucoviscidose, hémophilie, etc.) et de maladies rares. Le séjour et les soins, pris en charge par la Sécurité sociale et par l'association, grâce à la générosité de donateurs privés et publics, sont gratuits pour les familles.
Les enfants accueillis durant le séjour bénéficient en outre d'un taux d'encadrement élevé avec au moins un adulte pour deux bénéficiaires. L'équipe, composée de bénévoles ayant suivi une formation dispensée par les salariés de l'association, inclut des professionnels de santé (infirmiers et médecins), eux aussi bénévoles, qui assurent le suivi médical des jeunes malades et la continuité des soins tout au long du séjour.

## La thérapie récréative
L'Envol promeut la thérapie récréative (en) qui consiste à adapter l’environnement aux jeunes malades pour leur permettre sortir de leur zone de confort et se dépasser dans le cadre d'activités récréatives et ainsi gagner en estime de soi,.
L'objectif est de lutter contre l'isolement et les discriminations que subissent les enfants atteints de maladies chroniques ainsi que leur famille. Il s'agit également de favoriser la résilience, la socialisation, la coopération et le développement de l'autonomie de l'enfant malade afin qu'il puisse affronter les défis auxquels il sera confronté avec davantage de sérénité.